# اوچیدا کوایچی
اوچیدا کوایچی (انگلیسی: Uchida Kuichi; ۱ ژانویهٔ ۱۸۴۴ – ۱۷ فوریهٔ ۱۸۷۵) عکاس اهل ناگاساکی، ژاپن بود. او به عنوان یک عکاس پرتره بسیار مورد احترام بود و تنها عکاسی بود که برای عکاسی از امپراتور میجی انتخاب شد.